# Głupia
Głupia (ros. Дура, Dura) – rosyjski film dramatyczny z 2005 roku w reżyserii Maksima Korostyszewskiego.

## Opis fabuły
Liza (Regina Miannik) i Ula (Oksana Korostyszewskaja) to bliźniaczki, związane ze sobą nierozerwalnie od trzydziestu lat. Liza jest upośledzona i wymaga stałej opieki. Ula poświęca swoje życie i karierę na rzecz chorej siostry. Siostrzana miłość zostaje wystawiona na próbę, gdy w domu bliźniaczek pojawia się mężczyzna – pisarz poszukujący swojej muzy.

## Obsada
- Oksana Korostyszewskaja jako Uliana
- Regina Miannik jako Liza
- Jewgienij Riedko jako Sasza
- Aleksandr Bałujew jako Baszyrcew
- Dmitrij Szewczenko jako Diomin
- Igor Zołotowicki jako Iwan Agiejew
- Olga Wołkowa jako Tatiana
- Tatiana Lutajewa jako Połuszubkowa